# ФК Олимпико Зета
Фудбалски клуб Олимпико, црногорски је фудбалски клуб из Зете, који се такмичи у Трећој лиги Црне Горе — Центар.
Утакмице као домаћин игра на стадиону Трешњица у Зети, капацитета 4.000 мјеста.

## Историја
Основан је 2009. године и у почетку се такмичио само у млађим категоријама. Током 2012. године, двије генерације пионира су ишли на турнеју у Београд, гдје су играли против Партизана и Црвене звезде, а старија генерација је побиједила Црвену звезду 6 : 0. Године 2020. основан је сениорски тим, који је уписан у регистар Фудбалског савеза Црне Горе и такмичење је почео  у регији Центар у оквиру Треће лиге. Сезону 2020/21. завршио је на последњем мјесту са двије побједе и 22 пораза, након чега је сезону 2021/22. завршио на претпоследњем мјесту са четири побједе, три бода испред Рибнице. Сезону 2022/23. завршио је на последњем мјесту са свим поразима, са девет датих и 134 примљена гола.

## Резултати у такмичењима у Црној Гори
| Сезона   | Степен | Лига                | Бр.екипа           | Позиција            | Куп             |
| -------- | ------ | ------------------- | ------------------ | ------------------- | --------------- |
| 2020/21. | 3      | Трећа лига — Центар | 13                 | 13. мјесто          | Није учествовао |
| 2021/22. | 3      | Трећа лига — Центар | 16                 | 13. мјесто          | Није учествовао |
| 2022/23. | 3      | Трећа лига — Центар | 13                 | 13. мјесто          | Није учествовао |
| 2023/24. | 3      | Трећа лига — Центар | 12                 | 12. мјесто          | Није учествовао |
| 2024/25. | 3      | Трећа лига — Центар | 22 (2 групе по 11) | 8. мјесто у групи А | Није учествовао |

## Успјеси
| Такмичење                         | Такмичење                         | Број                              | Година                            |                                   |                                   |
| Трећа лига Црне Горе — Центар — 0 | Трећа лига Црне Горе — Центар — 0 | Трећа лига Црне Горе — Центар — 0 | Трећа лига Црне Горе — Центар — 0 | Трећа лига Црне Горе — Центар — 0 | Трећа лига Црне Горе — Центар — 0 |
| --------------------------------- | --------------------------------- | --------------------------------- | --------------------------------- | --------------------------------- | --------------------------------- |
| Трећа лига                        | Првак                             | 0                                 |                                   |                                   |                                   |
| Куп регије Центар — 0             |                                   |                                   |                                   |                                   |                                   |
| Регионални куп                    | Побједник                         | 0                                 |                                   |                                   |                                   |
| Регионални куп                    | Финалиста                         | 0                                 |                                   |                                   |                                   |